# Текниска хёгскулан (станция метро)
«Текниска хёгскулан» (швед. Tekniska högskolan — Технологический институт) — станция Стокгольмского метрополитена. Расположена на Красной линии между станциями «Университетет» и «Стадион», обслуживается маршрутом T14.
Станция была открыта 30 сентября 1973 года. В окрестностях станции располагается Королевский технологический институт. Платформа построена в скалах на глубине около 18 метров.
Художественное оформление станции выполнил Леннарт Мёрк (тема — законы природы, выдающиеся учёные). «Текниска хёгскулан» вместе со станцией «Стадион» получила приз Шведской ассоциации архитекторов (Kasper Salin-priset) в 1973 году. 